# Plan de relance économique du Canada de 2009
Le Plan de relance économique du Canada de 2009 est un programme mis en place par le gouvernement du Canada dans le but de relancer l'économie canadienne à la suite de la crise économique de 2008-2009 qui affecte, entre autres, le marché de l'emploi canadien. Le gouvernement canadien injectera environ 40 milliards CAD : 6 milliards seront destinés à des projets d'infrastructures.